# KZ-Außenlager Ellrich-Bürgergarten

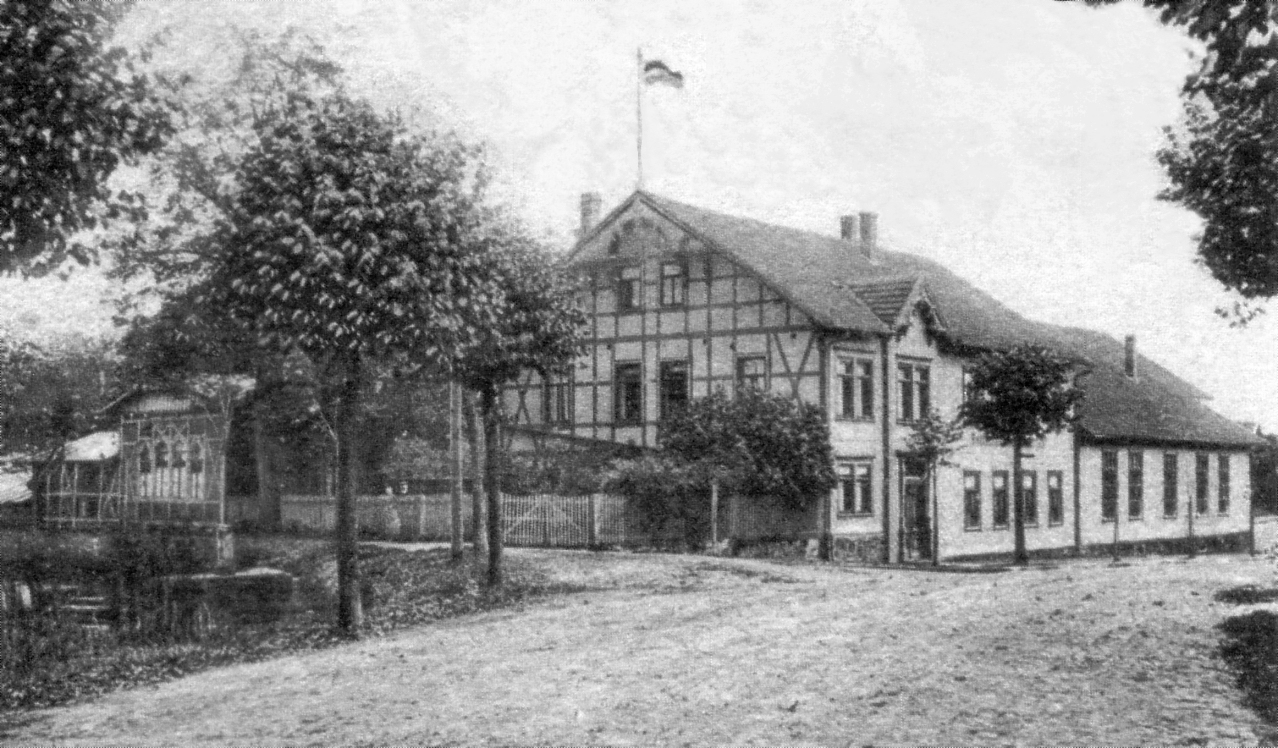
Gaststätte Bürgergarten in Ellrich (1921)

Das KZ-Außenlager Ellrich-Bürgergarten war ein vom 17. Mai 1944 bis Anfang April 1945 bestehendes Außenlager in  Ellrich, das dem KZ Mittelbau unterstand. Das Lager befand sich in der Gaststätte Bürgergarten und war durchschnittlich mit 950 männlichen KZ-Häftlingen der SS-Baubrigade IV belegt. Ein weiteres Außenlager des KZ Mittelbau, das KZ-Außenlager Ellrich-Juliushütte, befand sich am Rande von Ellrich.

## Funktion des Lagers und Häftlinge
Das KZ-Außenlager Ellrich-Bürgergarten unterstand zunächst dem KZ Buchenwald und ab Oktober 1944 dem KZ Mittelbau. Ab dem 15. Januar 1945 gehörte es formal zum KZ Sachsenhausen, wodurch sich keine praktischen Änderungen ergaben. Das ebenfalls zum Lagerkomplex Mittelbau-Dora zählende KZ Günzerode wurde dem KZ-Außenlager Ellrich-Bürgergarten im September 1944 als Nebenlager unterstellt.
Das Lager befand sich in der Gaststätte Bürgergarten, die am Rande von Ellrich am Frauenbergteich lag. Am 17. Mai 1944 wurde es mit rund 300 KZ-Häftlingen der SS-Baubrigade IV belegt, die bis dahin zu Aufräumarbeiten in Wuppertal eingesetzt waren. Sie waren im Festsaal der Gaststätte untergebracht, während sich im übrigen Gebäude Funktionsräume, wie Wache und Krankenrevier, befanden. Auf dem großen Hof befand sich der Appellplatz. Die Gaststätte war von einem Elektrozaun umgeben. Zum Ort hin bildete die acht Meter hohe Stadtmauer der mittelalterlichen Stadtbefestigung von Ellrich die Begrenzung. An den vier Ecken des Geländes standen hölzerne Wachtürme mit Scheinwerfern. Laut Aussagen der Häftlinge sollen die Unterkunftsbedingungen des Lagers erträglich gewesen sein. Sie bezeichneten es als oberes Lager als Abgrenzung zum unteren Lager in Form des außerhalb des Ortes liegenden KZ-Außenlagers Ellrich-Juliushütte. In Ellrich mussten die Häftlinge Zwangsarbeit durch Gleisbauarbeiten zur Errichtung der Helmetalbahn leisten. Die Wachmannschaften des Lagers waren im Restaurant auf dem Burgberg untergebracht. Lagerführer war bis Februar 1945 SS-Obersturmführer Otto Diembt und anschließend SS-Untersturmführer Erich Scholz.

## Endphase des Lagers
Beim Anrücken von amerikanischen Truppen kam es zur Räumung des Lagers, bevor Ellrich am 12. April 1945 von ihnen erreicht wurde. Eine erste Räumung führte die SS am 6. April 1945 durch, bei der rund 350 kranke und jüdische Häftlingen in Viehwaggons abtransportiert und bis in die Altmark verschleppt wurden. Ab Mieste folgte ein Todesmarsch, der am 13. April 1945 in Gardelegen mit dem Massaker in der Isenschnibber Feldscheune endete. Die restlichen rund 700 Häftlinge trieb Lagerführer Erich Scholz mit SS-Angehörigen am 10. April 1945 in einem Marsch, bei dem es offenbar keine Todesfälle gab, über den Harz. Am 14. April 1945 entließ er die Häftlinge bei Güntersberge.

## Nachkriegszeit

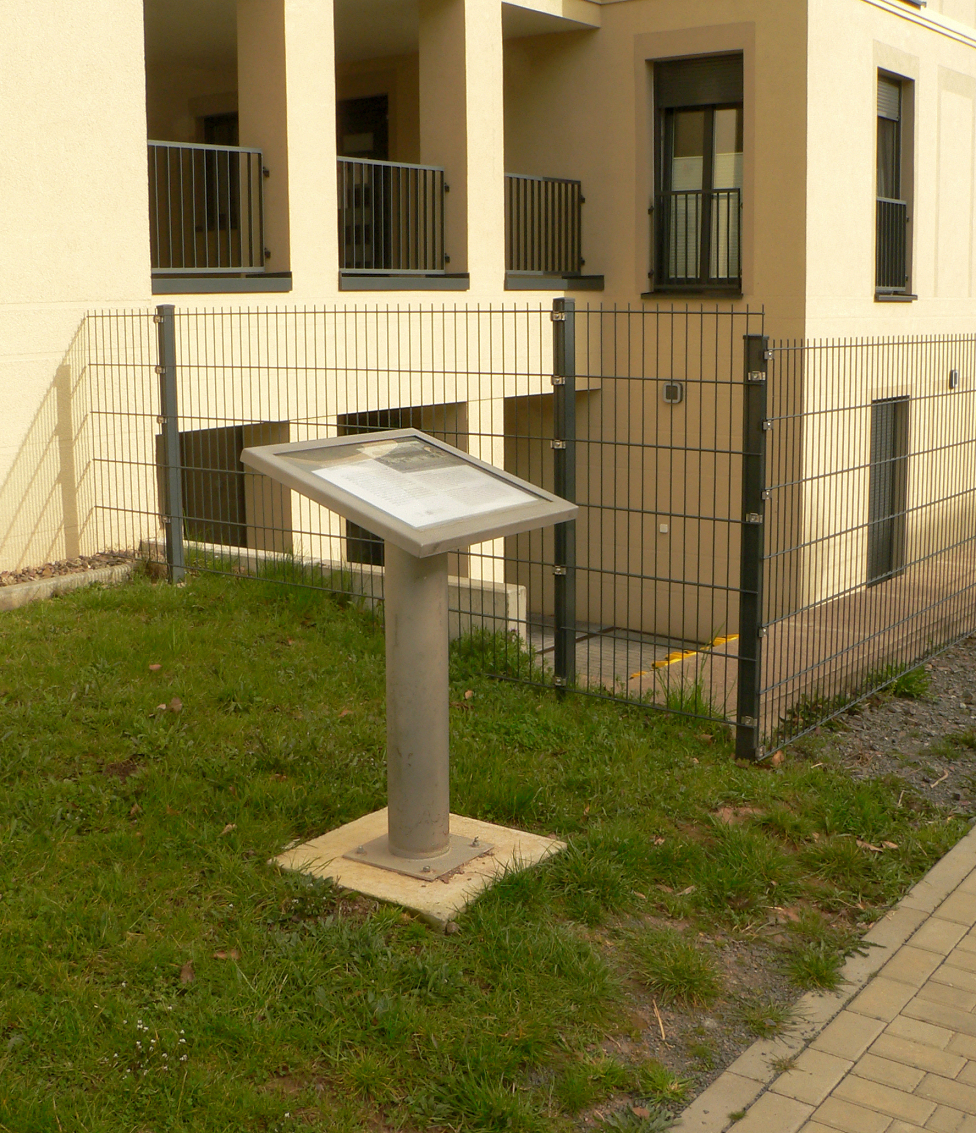
Gedenktafel vor einem Seniorenheim am früheren Standort des KZ

Nach dem Zweiten Weltkrieg beschlagnahmte die Rote Armee das Gaststättengebäude und brachte darin Soldaten unter, die die südlich von Ellrich verlaufende Grenze zwischen der sowjetischen und der britischen Besatzungszone bewachten. Ab 1947 diente das Gebäude wieder als Gaststätte, deren Festsaal ab 1957 als Kino genutzt wurde. In den 1970er Jahren befand sich im Festsaal eine Diskothek. Seit Ende der 1980er Jahre stand die Gaststätte leer; sie wurde 1998 abgerissen. Im Jahr 2018 wurde das Grundstück mit einem Seniorenheim bebaut. 2021 weihte der  Verein Jugend für Dora am früheren Standort eine Gedenktafel ein.
Auch die Dauerausstellung der Gedenkstätte Feldscheune Isenschnibbe Gardelegen erinnert an das frühere KZ-Außenlager Ellrich-Bürgergarten.